# Xanthia reducta
Xanthia reducta är en fjärilsart som beskrevs av Van de Pol 1963. Xanthia reducta ingår i släktet Xanthia och familjen nattflyn. Inga underarter finns listade i Catalogue of Life.